# أوتومار أنشستس
أوتومار أنشستس (بالألمانية: Ottomar Anschütz) هو مخترع ألماني، ومُصوّر وُلد في مدينة ليزا بتاريخ 16 مايو، 1846م، وتوفي في 30 مايو، 1907م في برلين.

## سيرته
اخترع غالق بسرعة 1/1000 ثانية، والمكشاف العجلي في عام 1887م. المكشاف العجلي هو قرص من 24 صورة فوتوغرافية شفافة، يُمد بالطاقة يدوياً، ومُضاء بـأنبوب غايسلر، ويُستخدم من قبل مشاهد واحد أو مجموعة صغيرة من الناس.
في عام 1887م طوّر أنشستس مشروع المكشاف العجلي، في عام 1891م أصبح أصغر بقليل، وأصبح يُصنّع من قبل سيمنز أند هالسك في برلين، واستخدم فيما بعد رواق معمد عمومي وعُرض في معرض التقنية الكهربائية العالمية في فرانكفورت. حوالي 34,000 شخص دفعوا لرؤيته في معرض حديقة برلين في صيف عام 1892م وكذلك في ستراند، لندن وفي عام 1893 بـالمعرض العالمي الكولومبي.

## وصلات خارجية
- أوتومار أنشستس على موقع IMDb (الإنجليزية)
- أوتومار أنشستس على موقع قاعدة بيانات الفيلم (الإنجليزية)

- "Schnellseher" and "Electrotachyscope"
- Collections with photographs taken by Ottomar Anschütz
- photography of storks and moving pictures of the flight of a crane in his "Schnellseher" (quick-viewer)
- Photographs of Lilienthal's flights in 1893/94
- Goerz Photographing Experiments and the first flight of Otto Lilienthal